# Duets (álbum de Frank Sinatra)
Duets é um álbum de estúdio do cantor estadunidense Frank Sinatra, lançado em 1993. Gravado nos últimos anos da carreira de Sinatra, o álbum consiste em duetos virtuais entre Sinatra e outros cantores de vários gêneros musicais. O álbum foi um grande sucesso comercial, estreando em segundo lugar na Billboard 200 e atingindo a quinta colocação no Reino Unido, sendo que vendeu 3 milhões de cópias somente nos Estados Unidos. É o único álbum pelo qual Sinatra recebeu certificação de platina tripla.
O álbum recebeu críticas mistas, com argumentações de que inibiu o estilo específico de Sinatra de uma performance isolado, uma vez que os artistas jamais se encontraram pessoalmente para os duetos, fazendo com que faltasse a colaboração e a espontaneidade entre eles nas gravações. Os críticos assinalaram ainda que, por conta disto, os artistas convidados simplesmente complementaram a gravação de Sinatra nas faixas.
A arte da capa é uma pintura de Sinatra por LeRoy Neiman. Duets II, a sequência, foi lançada no ano seguinte. Ambos os álbuns foram relançados juntos em uma edição comemorativa dos 90 anos do cantor, comercializada como 90th Birthday Limited Collector's Edition a partir de 2005. A versão internacional contém o dueto com Luciano Pavarotti da canção "My Way".

## Produção
Em 1992, Sinatra recebeu a proposta de trabalhar em um álbum de duetos. Phil Ramone, Eliot Weisman e Don Rubin foram os responsáveis por acertar os detalhes do projeto. Sinatra somente sugeriu a participação de Ella Fitzgerald, ideia que foi descartada devido ao estado de saúde da cantora à época. Outros artistas, mais jovens do que Sinatra, foram incluídos como possíveis parceiros de dueto. Sinatra determinou claramente que não queria a presença dos demais artistas em estúdio quando ele estivesse gravando sua parte nas faixas.
O projeto foi impulsionado por Charles Koppelman, CEO da EMI Records. A orquestra que acompanha as faixas foi organizada nos estúdios da Capitol Records, em Los Angeles, onde Sinatra havia produzido vários de seus álbuns. À princípio, o cantor gravaria sua voz na cabine, mas o próprio não aprovou a ideia de gravar isolado da orquestra (como já estava habituado) e o esquema de produção foi totalmente modificado, com Sinatra gravando juntamente com os demais músicos em estúdio.
Os vários artistas convidados participaram remotamente, suas gravações foram enviadas à Capitol por rede telefônica RDIS, conectada por meio de um sistema de som digital. Bono e Aretha Franklin manifestaram o desejo de gravar pessoalmente com Sinatra, o que foi descartado pela produção. Bono gravou sua parte da canção "I've Got You Under My Skin" no STS Studios, em Dublin. Aretha Franklin gravou sua parte na canção "What Now My Love" em Detroit e posteriormente enviou uma mensagem a Sinatra "agradecida pela oportunidade".

## Legado
Um dos objetivos de Ramone era de que o público mais jovem tivesse acesso ao universo musical de Frank Sinatra.
Apesar do álbum ter sido promovido como "A Gravação da Década", seu processo de gravação não agradou a grande parte do público. As críticas à preferência de Sinatra por gravar isoladamente levaram Tonny Bennett a seguir o caminho contrário na produção de seus álbuns Duets: An American Classic  e Duets II, anos depois.

## Faixas
| N.º            | Título                                                                                        | Compositor(es)                                      | Duração |  |
| 1.             | "The Lady Is a Tramp" (com Luther Vandross)                                                   | Richard Rodgers, Lorenz Hart                        | 3:24    |  |
| 2.             | "What Now My Love" (com Aretha Franklin)                                                      | Gilbert Bécaud, Carl Sigman, Pierre Delanoë         | 3:15    |  |
| 3.             | "I've Got a Crush On You" (com Barbra Streisand)                                              | George Gershwin, Ira Gershwin                       | 3:23    |  |
| 4.             | "Summer Wind" (com Julio Iglesias)                                                            | Heinz Meier, Hans Bradtke, Johnny Mercer            |         |  |
| 5.             | "Come Rain or Come Shine" (com Gloria Estefan)                                                | Harold Arlen, Johnny Mercer                         | 4:04    |  |
| 6.             | "New York, New York" (com Tonny Bennett)                                                      | Fred Ebb, John Kander                               | 3:30    |  |
| 7.             | "They Can't Take That Away From Me" (com Natalie Cole)                                        | George Gershwin, Ira Gershwin                       | 3:11    |  |
| 8.             | "You Make Me Feel So Young" (com Charles Aznavour)                                            | Mack Gordon, Josef Myrow                            | 3:05    |  |
| 9.             | "Guess I'll Hang My Tears Out to Dry/In the Wee Small Hours of the Morning" (com Carly Simon) | Sammy Cahn, Jule Styne / Bob Hilliard, David Mann   | 3:57    |  |
| 10.            | "I've Got the World on a String" (com Liza Minnelli)                                          | Harold Arlen, Ted Koehler                           | 2:18    |  |
| 11.            | "Witchcraft" (com Anita Baker)                                                                | Carolyn Leigh, Cy Coleman                           | 3:22    |  |
| 12.            | "I've Got You Under My Skin" (com Bono)                                                       | Cole Porter                                         | 3:32    |  |
| 13.            | "All the Way/One For My Baby (And One More For The Road)" (com Kenny G)                       | Cahn, Jimmy Van Heusen, Harold Arlen, Johnny Mercer | 6:03    |  |
| Duração total: | Duração total:                                                                                | Duração total:                                      | 45:44   |  |